# Ebertseifen
Koordinaten: 50° 49′ 31″ N, 7° 49′ 29″ O
Ebertseifen ist ein ehemaliger Hof in der Gemeinde Katzwinkel der Verbandsgemeinde Wissen in Rheinland-Pfalz.
Der Name soll entstanden sein durch die Verbindung des Pächtersnamens Ebert und Seifen. Als Seifen werden
feuchte Niederungen und Entwässerungsgräben bezeichnet.

## Geographie
Ebertseifen – früher auch Bornhof genannt – lag am Hileweg oder Bornweg, der von Betzdorf/Sieg über Katzwinkel durchs Wildenburger und Bergische Land bis nach Essen/Ruhr ging und dort auf den Westfälischen Hellweg traf.
Der Boden in diesem Gebiet besteht aus Grauwacke und Schiefer, der nur bis in geringer Tiefe verwittert ist.
Hinzu kommt, dass die meisten Niederschläge, im Jahresdurchschnitt 950 mm pro Jahr, in den Sommermonaten fallen.
Das begünstigt die Grünlandnutzung und somit Viehhaltung.

## Geschichte
Erstmals wurde der Hof 1437 erwähnt.

Der Hof Ebertseifen ist 1589 durch Teilung des benachbarten Hofes Hassel entstanden und war Pachthof der Grafen von Hatzfeldt – Werther zu Schönstein. Er konnte für 7 bis 12 Jahre gegen Abgaben gepachtet werden, z. B. jährlich 3 Malter Korn, 1 Malter Gerste, 5 Malter Hafer, 4 Hühner, Herrengeld, Land-, Brücken-, Kirchen- und Schloßdienste.
Bekannt wurde der Hof durch die Erzählung von J. Rinscheid: Lorenz von Ebertseifen. Danach soll Lorenz den Hof 1614 angezündet haben, der völlig abbrannte, aber später wieder aufgebaut wurde.
Da man ihn der „Zauberei“ bezichtigte wurde er 1629 auf dem Blumenberg bei Friesenhagen verbrannt.
1621 wurde der Hof im Erb- und Rentbuch des Johann Adrian von Hatzfeldt zu Werther aufgeführt. Bewohner waren die Familien Urigshardt Reifenrath, Bleeser, Wagener.
1830 gehörten zum Hof: 1 Wohnhaus, 1 Backhaus, 1 Scheune mit Stall.
1871 wurde neun Bewohner gezählt.

1950 bewirtschaftete Wilhelm Wagener ca. 18 Hektar Land. 1960 wurden die Gebäude des alten Hofes abgebrochen.
Heute befindet sich am ehemaligen Standort eine Naturstation des Vereins Ebertseifen Lebensräume e.V. Seit 2007 ist die ehemalige landwirtschaftliche Nutzfläche dem Naturschutz und der Steigerung der Artenvielfalt in der Region gewidmet. Mit sanften Maßnahmen werden auf den Flächen zahlreiche Kleinlebensräume (Teiche, Hecken, Obstwiesen, Steinschüttungen etc.) angelegt um der regionstypischen Tier- und Pflanzenwelt Räume zum Überleben und Rückzugsgebiete zu schaffen.